# اوبر گاردا
اوبر گاردا (فرانسوی: Hubert Gardas‎؛ زادهٔ ۱۷ آوریل ۱۹۵۷) شمشیرباز اهل فرانسه است.
وی در مسابقات کشوری و بین‌المللی در مجموع برندهٔ ۱ مدال طلا شده‌است.